# تبعیض علیه بی‌خدایان
بی‌خداهَراسی یا آتئیسم‌ستیزی، به تعقیب و تبعیض بر ضد بی‌خدایان در گذشته و دوران کنونی گفته می‌شود. به دلیل وجود تعاریف مختلف بی‌خدایی به صورت تاریخی و فرهنگی، برخی از کسانی که در گذشته، بی‌خدا نام می‌گرفتند، شاید بر طبق تعریف کنونی، بی‌خدای واقعی به‌شمار نیایند.
در برخی کشورهای اسلامی، بی‌خدایان شاهد تبعیض و به رسمیت شناخته نشدن وضعیت قانونی و حتی اعدام در صورت ارتداد (خروج از اسلام) هستند. آتئیسم‌ستیزی به موارد نقض حقوق بشر دربارهٔ آتئیست ها یا خداناباوران گفته می‌شود. این موارد، شامل حبس، شکنجه و اعدام... خداناباوران به دست گروه‌ها و حکومت‌های دینی می‌شود. آتئیسم‌ستیزی، قدمتی به پهنای تاریخ ادیان دارد. خداناباوری شکلی از بی‌دینی است که به معنای بی‌باور بودن به وجود هر گونه خداست، و خود، یک دین نیست.
در دمکراسی‌های دارای قانون اساسی، تبعیض قانونی بر ضد بی‌خدایان، نادر است؛ ولی بعضی از بی‌خدایان و گروه‌های بی‌خدا، به ویژه در ایالات متحده، به برخی از قوانین و نهادهایی که آن را تبعیض‌آمیز می‌دانند، اعتراض کرده‌اند.
گاهی به پرهیز از تبعیض بر ضد بی‌خدایان، بی‌خداهراسی گفته می‌شود.

## دوران کهن
تاریخ‌دانانی مثل لوسین فور، معتقدند بی‌خدایی به شکل امروزی آن، پیش از قرن هفدهم وجود نداشته‌است. هرچند به علت تکیه قدرت فرمانروایان به عنوان یک حق‌الهی، برخی حاکمان از کسانی که وجود خدای محلی آنها را انکار کنند احساس خطر می‌کردند. افلاطون، بی‌خدایی را خطری برای جامعه می‌دانست و معتقد بود باید به عنوان یک جرم مجازات شود. بسیاری از کسانی که در دوران کهن، برچسب بی‌خدا می‌گرفتند، شامل مسیحیان اولیه، مسلمانان، و پیروان دیگر ادیان بودند که به علت لقب بی‌خدایی مورد تعقیب قرار می‌گرفتند.

## دوره کنونی

### کشورهای غربی
در دمکراسی‌های سکولار، حقوق شهروندان، از جمله، حق انتخاب عقیده، لحاظ شده‌است. دولت، مسائل دینی را به شهروندان واگذار می‌کند و اشخاص به دلیل سود یا ضرر باور دینی وادار به پذیرش عقیده‌ای نمی‌شوند. همچنین بر اساس کنوانسیون‌های حقوق بشر، حقوق قانونی بی‌خدایان و ندانم‌گرایان محفوظ است. از این نظر تبعیض قانونی علیه بی‌خدایان در غرب نادر است. با این حال، پیش‌داوری علیه بی‌خدایان در میان مذهبیان افراطی و گروه‌های مذهبی وجود دارد.

### ایران
در ایران بی‌خدایان وضعیت حقوقی به‌رسمیت‌شناخته‌شده ندارند، و برای دریافت برخی حقوق قانونی، از جمله ورود به دانشگاه یا وکالت، بایستی خود را مسلمان، مسیحی، یهودی، یا زرتشتی معرفی کنند. افزون بر اینکه که بر پایه فقه اسلامی، کیفر ارتداد یا خروج رسمی از دین اسلام به هر دین دیگر، مرگ است.